# Constaffel

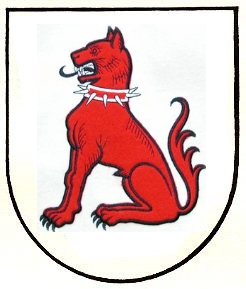
Wappen der Constaffel

Die Constaffel (heute Gesellschaft zur Constaffel genannt) ist eine 1336 gegründete Stubengesellschaft in Zürich in der Schweiz. In ihr waren während der Brunschen Zunftverfassung die Vertreter aus dem Ministerialadel sowie der Kaufmannschaft und der vornehmen Handwerkergeschlechter (Bürgerpatriziat) im Stadtrat der Reichsstadt und späteren Stadtrepublik Zürich zusammengefasst. In der Zeit von 1336 bis 1798 stellte die Constaffel 22 der insgesamt 68 Bürgermeister.
In sieben «Geschworenen Briefen» wurden während dieser 462 Jahre die wechselnde Zusammensetzung, Kompetenzen und Aufgaben des Rats festgelegt. Mit Aufhebung der Brunschen Zunftverfassung am 12. April 1798, dem Beginn der Helvetischen Republik, organisierten sich die Mitglieder der Constaffel in der gemeinnützigen «Gesellschaft zur Constaffel» – ihr Zunfthaus ist bis heute das «Haus zum Rüden» in Zürich.

## Begriffsdefinition
«Constaffel» leitet sich vom lateinischen comes stabuli ab, was sinngemäss mit Stallmeister zu übersetzen ist, einem in Frankreich und England zuerst für den Inhaber des königlichen Haushofmeisters und später als Connétable oder Constable für den obersten Heerführer in Kriegszeiten üblichen Amtstitel. Als Constaffel wurde in Rechtstexten aber auch die Bewohnerschaft (Bürgerschaft) einer Burg, einer Stadt oder eines Stadtquartiers bezeichnet.

## Geschichte

### Vorgeschichte
Indem der adlige Rudolf Brun geschickt Spannungen in der adligen und kaufmännischen Führungsschicht nutzte, kam es in Zürich wie in anderen Städten im Heiligen Römischen Reich zu einer Revolution der Zünfte gegen die im Rat vertretenen Kaufleute und vornehmen Handwerksgeschlechter, die sogenannten «Notabeln». Der gut vorbereitete Aufstand der Handwerker und Adligen brach am 7. Juni 1336 mit einem Sturm auf das Rathaus aus. Die Mitglieder des vermutlichen tagenden «Sommerrats» konnten ihr Leben nur durch Flucht retten. Am 8. oder 16. Juni 1336 versammelten sich die Aufständischen im Barfüsserkloster, wo ihr Anführer, Rudolf Brun, von der Volksversammlung zum Bürgermeister der Stadt ernannt wurde. Die rechtzeitig geflohenen Räte wurden nach der Mordnacht von Zürich grösstenteils mit ihren Familien aus der Stadt verbannt, und ihr Besitz wurde beschlagnahmt. Ritter, Edelleute, Rentner und die bis Juni 1336 im Rat dominierenden Notabeln wurden in Anlehnung an den «Strassburger Schwörbrief» in der Constaffel zusammengefasst.

### Politische Stellung
Der mit der Zunftverfassung neu konstituierte «Kleine Rat» der Stadt Zürich organisierte sich in zwei Ratsgruppen, dem «Natalrat» (Weihnachtsrat) und dem «Baptistalrat» (nach Johannes dem Täufer). Die 26 Natalräte regierten ab 25. Dezember in der ersten Jahreshälfte, die 26 Baptistalräte ab 24. Juni in der zweiten Jahreshälfte. Jede Ratsgruppe zählte 13 Constaffelräte – sechs Adlige und sieben Bürger aus der Constaffel – und 13 Zunftmeister. Die Wahl der im Halbjahresrat je 13 Mitglieder der Constaffel, die die bislang übliche Bezeichnung Räte (Consules) beibehielten, erfolgte durch eine vom Bürgermeister ernannte Kommission von sechs Mitgliedern, von denen zwei dem Adelsstand angehören mussten. Diesen standen im «Halbjahresrat» eine gleiche Anzahl von Zunftmeistern (Scabini) gegenüber. Die 13 Handwerkszünfte wählten je einen Zunftmeister für die zwei Ratsgruppen, einen Regierenden und einen Stillstehenden. Im 15. Jahrhundert wurde der «Kleine Rat» aus zwei Halbjahresräten mit je zwölf Zunftmeistern (die Zünfte wurden auf 12 reduziert) und zwölf Constafflern sowie zwei Räten aus freier Wahl und den zwei sich abwechselnden Bürgermeistern gebildet. Der «Kleine Rat» war gleichzeitig Regierung, Parlament sowie oberster Gerichtshof. Dadurch, dass die Ratsherren gleichzeitig regierten und richteten, besassen sie eine enorme Machtfülle.
Ohne formellen Gründungsakt hatte sich um die Mitte des 14. Jahrhunderts aus den Rat beratenden Bürgern der «Grosse Rat» gebildet, der in allen dem geschäftsführenden Kleinen Rat zu schwer erscheinenden Ratsangelegenheiten beigezogen wurde. In den Grossen Rat (inklusive des Kleinen Rates) entsandte die Constaffel 28 und die Zünfte 168 Mitglieder. Dazu kamen ab 1384 zwei Bürgermeister sowie sechs Ratsherren, die vom «Grossen Rat» selbst gewählt wurden. Dieser Rat wurde als «Die Zweihundert» oder als «Rät und Burger» bezeichnet. Ab dem 16. Jahrhundert umfassten die behandelten Geschäfte beispielsweise die Erhebung von Steuern, den Kauf von Herrschaftsrechten, Bündnisbeschlüsse, den Entscheid über Krieg und Frieden sowie die Münzgesetzgebung. Mit der Reduzierung auf zwölf Zünfte setzte sich der Grosse Rat aus dem 50-köpfigen Kleinen Rat und aus den 144 «Zwölfern» (je 12 Vertreter für jede Zunft) sowie den 18 «Achtzehnern» (18 Constaffelräte), also aus insgesamt 212 Mitgliedern, zusammen. Erst mit dem «2. Geschworenen Brief» von 1393 wurde die überragende Machtstellung des Bürgermeisters und der historisch Habsburg-freundlichen Constaffel eingeschränkt. Auch die Zunftmeister wurden voll berechtigte Räte, und das Bürgermeisteramt war nicht mehr nur das Privileg der Constaffel.

### Aufgaben und Pflichten im Spätmittelalter

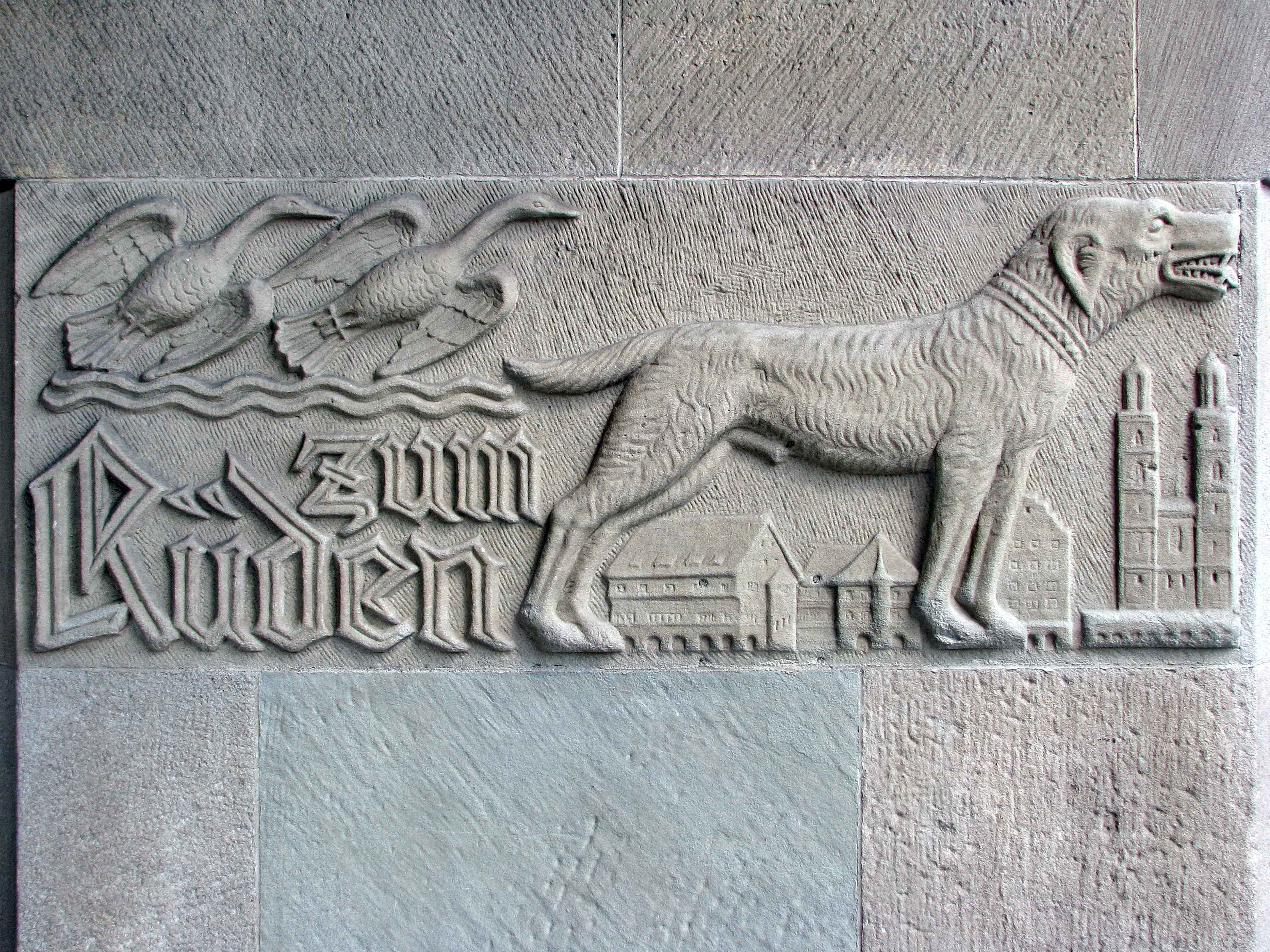
Ein Rüde, Symbol der Constaffel auf dem Stadtbanner, als Schutzherr der Stadt Zürich, symbolisiert durch das Haus zum Rüden, das Zunfthaus zur Zimmerleuten und das Grossmünster, auf einem Relief am Haus zum Rüden

Der Constaffel vorbehalten blieb das Führen des Stadtbanners und das Stellen des auf Lebzeiten zu wählenden Bürgermeisters. Die Constaffel und Zünfte waren nicht nur wirtschaftliche und politische, sondern auch militärische Organisationen. Aus ihnen wurde der Rat der Brunschen Zunftverfassung gebildet, ebenso aus den Angehörigen des Stadtadels und des Kaufmannspatriziats, die den Ritterstand und damit den Kern und die Führung der militärischen Streitmacht und die politische Führung stellten. Nur über die Zünfte konnte ein Bürger in den Rat gelangen, ebenso war ein Ratssitz Adligen und Patriziern nur über die Constaffel vorbehalten. Wie sich die Constaffel um 1336 genau zusammensetzte, bedarf der Klärung, doch Indizien lassen darauf schliessen, dass sie aus den verschiedenen Kerngruppen in Form von Trinkstuben (Stammtisch-Genossenschaften) bestand.
Constaffel wie Zünfte hatten neben ihrer berufsständischen, militärischen und gesellschaftlichen Funktion auch eine soziale Komponente: Die Fürsorge für ihre Mitglieder und das Beerdigungswesen. Einher ging dies 1417 mit der Gründung der Gemeinen Constaffel, einer spätmittelalterlichen Bruderschaft, mit militärischen, aber auch gemeinnütziger und kirchlich-religiöser Zweckbestimmung, deren Kasse (Vermögen) nach der Reformation als «Constaffelgut» erhalten blieb.

### Niedergang des städtischen Adels und Wandel zum Bürgertum

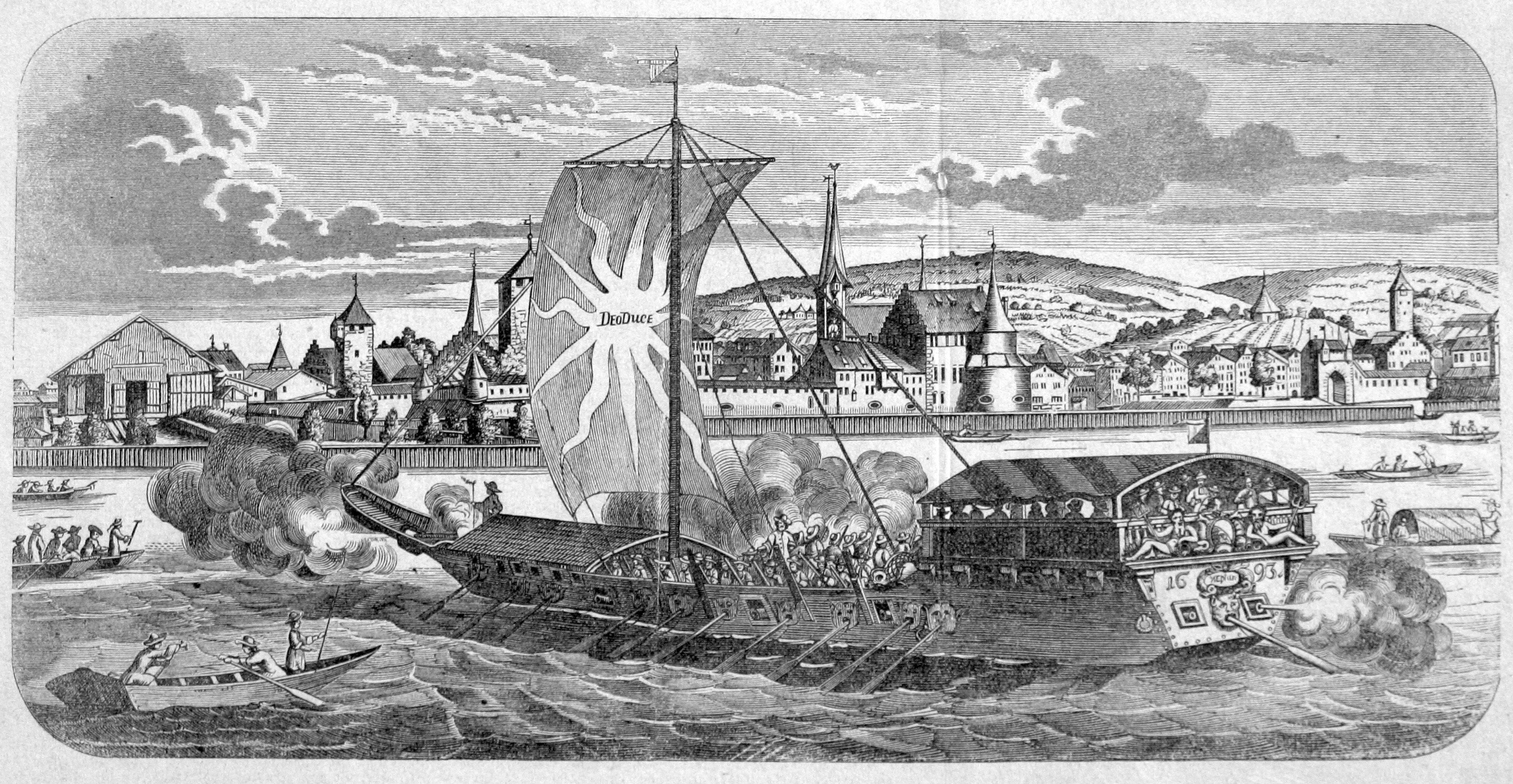
Neujahrsblatt 1694 der Constaffler und Feuerwerker mit Darstellung des Kriegsschiffes Neptun bei Rückkehr zum Schiffschopf im Militärhafen von Zürich

Bereits Ende des 14. Jahrhunderts setzte durch Abwanderung, sozialen Abstieg und das Aussterben führender Zürcher Adelsfamilien bis zum Alten Zürichkrieg ein Bedeutungsverlust der Constaffel ein. Eine Konsolidierung fand nach dem Waldmannhandel 1489 statt.
Mit dem «3. Geschworenen Brief» von 1489 wurde auch in der Constaffel für die abzudelegierenden Räte das Wahlrecht eingeführt, d. h. die Constaffel als politische Zunft organisiert. Dem beträchtlich gesunkenen Bevölkerungsanteil entsprechend, wurden nun vier Constaffel und zwei Constaffelräte pro Amtsjahr für den kleinen Rat delegiert (bislang 24), und die übrigen bisherigen 18 Constaffel-Ratssitze neu geregelt: 12 als Zunftsratsherrensitze an die Zünfte und sechs als Ratsherren von freier Wahl, in die Constaffler und Zunftangehörige gewählt werden konnten.
Im als «Constaffelbrief» bekannten Ratsbeschluss vom 6. Dezember 1490 wurde bestimmt, dass – ursprünglich aus wohlhabenden und adligen Familien stammende Männer und zeitweise auch Frauen – «Leute», die in keiner Zunft untergebracht werden konnten, «Constaffel heissen und seyn sollen». So wurden ihr mit der Zeit neben Hintersässen (Niedergelassene ohne Bürgerrecht) auch «wenig angesehene und Leute ohne Vermögen» und der Scharfrichter zugeteilt. Diese vom Rat erzwungene Öffnung führte zu einer Spaltung der Gesellschaft in das «Stübli» (alter Kern) und die «bürgerliche Constaffel».
Während der Reformation verlor die Constaffel weiter an Bedeutung, nachdem Adlige und angesehene Familien als zumeist bekennende Katholiken sich aus Zürich zurückgezogen hatten. Die Constaffel konsolidierte sich aber wieder, indem sie einflussreiche Persönlichkeiten aus den Zünften rekrutierte. Diese bildeten um das Jahr 1523 die Bürgerlichen Constaffel, die Stubenhitzen (Jahresbeitrag an die Heizkosten im Zunfthaus) zu bezahlen hatten und nicht die volle Teilhaberschaft am «Haus zum Rüden» erhielten.
1679 übereignete der Rat der «Adeligen Gesellschaft», der einstigen Trinkstubengesellschaft zum Rüden, das Zunfthaus, die zu jener Zeit aber keine (nichtadligen) Mitglieder mehr aufnahm, sondern ihnen die bedingte Mitgliedschaft als Stubenhitzen anbot. 1713 umfasste die «Bürgerliche Constaffel» Buchdrucker, Buchbinder, Glaser, Pastetenbäcker, Besitzer von Comestibles-Läden, Färber sowie «alle, die ihres thuns, Gewerbs und Handwerk halben an keine gewisse Zunft gebunden sind».

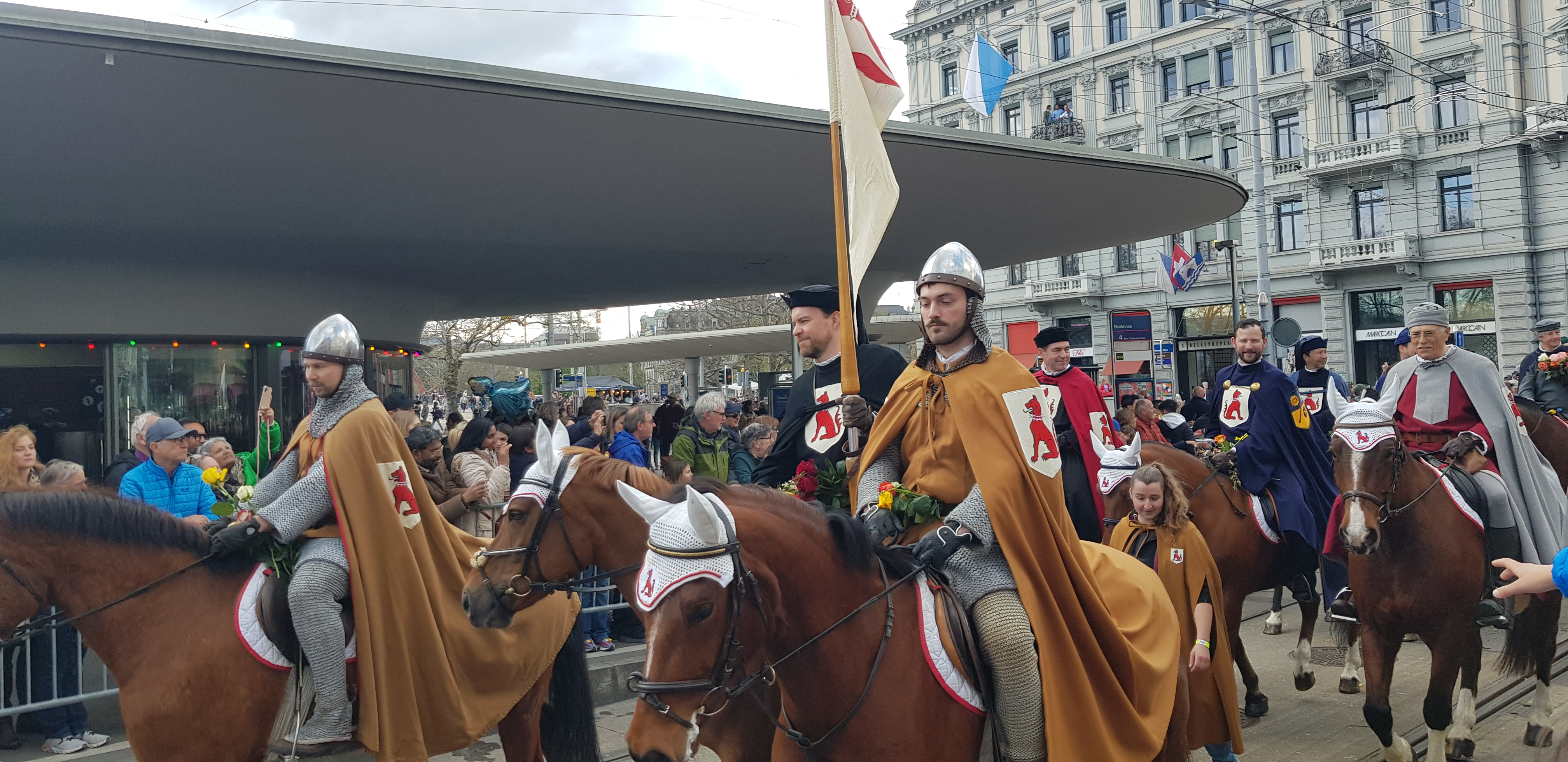
Gesellschaft zur Constaffel am Sechseläuten

### Verlust der politischen Bedeutung

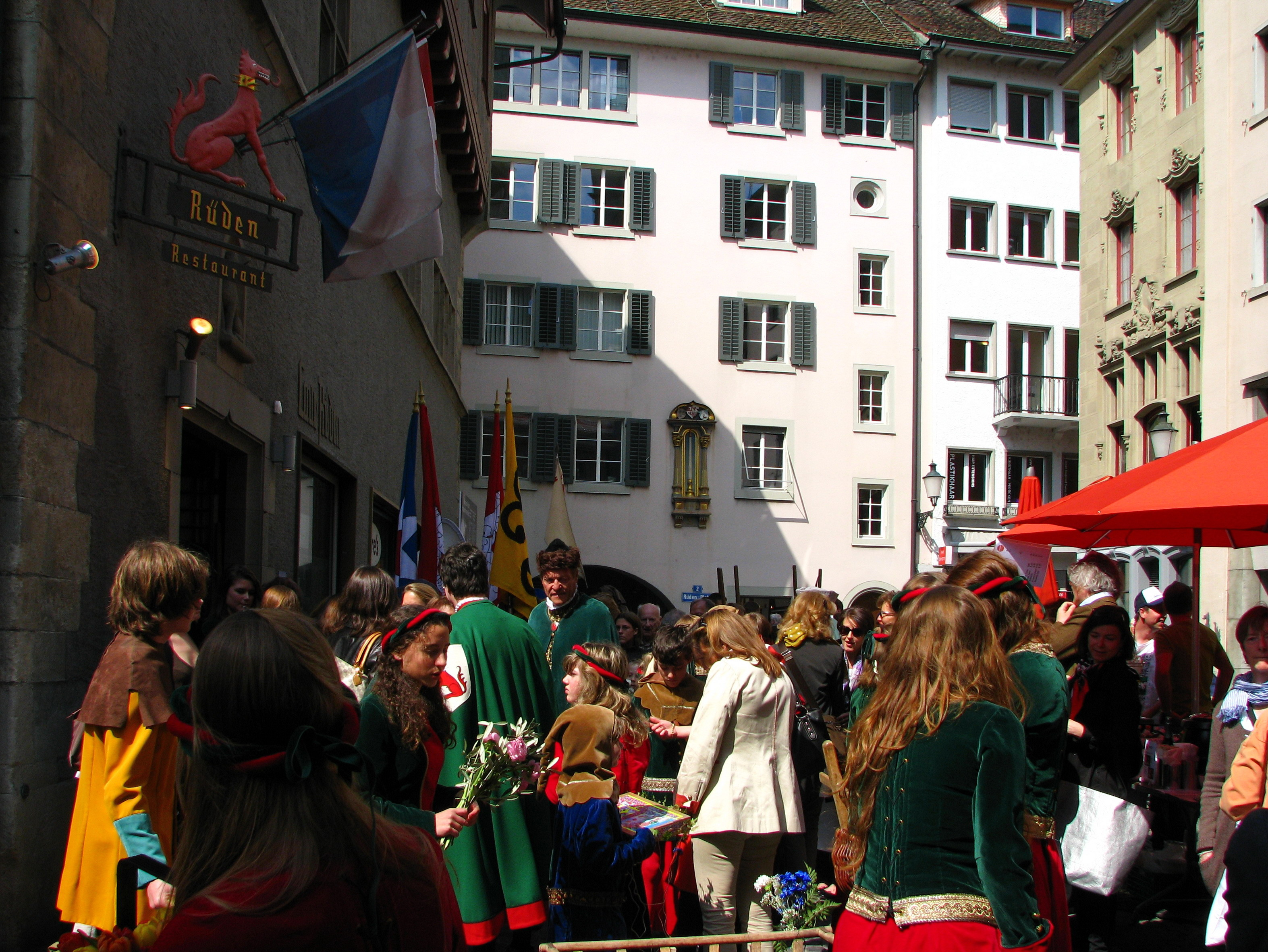
Mitglieder der Constaffel vor dem Haus zum Rüden am Sechseläuten 2010

Mit dem Einzug von französischen Revolutionstruppen wurde 1798 in Zürich das Zunftregime abgeschafft. Constaffel und Zünfte erlangten ab 1803 mit der Mediationsakte und 1815 nochmals Bedeutung, als einer der dreizehn Wahlkreise bzw. der städtischen Wahlzünfte. 1838 wurden Wahlzünfte auf kantonaler und 1866 auch auf kommunal-städtischer Ebene abgeschafft. Damit verloren Constaffel und Zünfte endgültig ihre politische Bedeutung.

### «Haus zum Rüden»

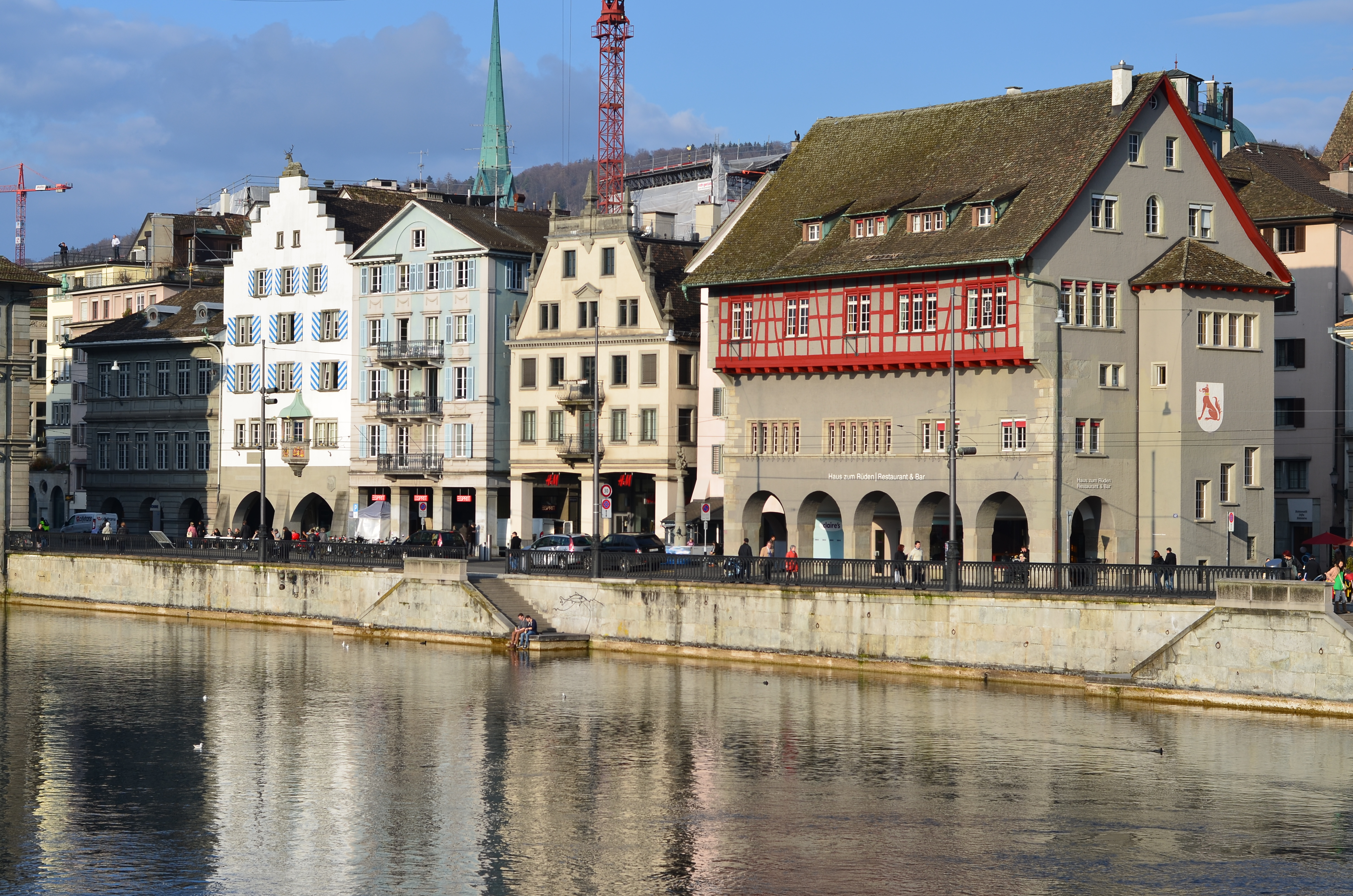
Haus zum Rüden, im Hintergrund das Zunfthaus zur Saffran und das Haus zur Haue

Seit 1348 ist das am Limmatquai gelegene «Haus zum Rüden» das Versammlungshaus der heutigen Gesellschaft zur Constaffel. 1868 verkaufte die «Adelige Gesellschaft» das Zunfthaus an die Stadt und löste sich 1878 auf. Aus der amtlichen Wahlzunft zur Constaffel hatte sich bereits um 1820 ein «lockerer, festfreudiger und trinkfester Mitgliederkreis» gebildet, der sich um 1841 zur Zunftgesellschaft formiert hatte und sich Statuten gab, den sogenannten «Sechseläutenfonds». In der neuen Rechtsform als Verein entstand 1899 die heutige «Gesellschaft zur Constaffel», die 1937 das «Haus zum Rüden» erwarb, an ihren angestammten Ort zurückkehrte und sich wie alle städtischen Zünfte am Sechseläuten beteiligt.